# Parancistrocerus paulensis
Parancistrocerus paulensis är en stekelart som först beskrevs av Edoardo Zavattari 1912.
Parancistrocerus paulensis ingår i släktet Parancistrocerus och familjen Eumenidae. Inga underarter finns listade i Catalogue of Life.